# Dos canciones, op. 91 (Brahms)
Las dos canciones para alto, viola y piano, op. 91 (el nombre original es Zwei Lieder) fueron compuestas por Johannes Brahms entre 1863 y 1884, y publicadas en 1884. Las canciones incluidas en esta serie son:
1. Gestillte Sehnsucht (Friedrich Rückert)
2. Geistliches Wiegenlied (Lope de Vega con traducción de Emanuel Geibel)